# Ghetto de Shanghai

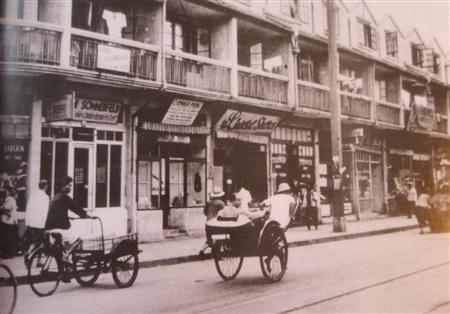
Le ghetto de Shanghai en 1943.

Le ghetto de Shanghai est une zone d'environ 1,5 km2 dans le district de Hongkou à Shanghai et où environ 20 000 réfugiés juifs vécurent durant la Seconde Guerre mondiale, ayant fui l'Allemagne nazie, l'Autriche après l'Anschluss, la Pologne et la Lituanie. Environ 17 000 réfugiés avaient rejoint la Chine à la suite des persécutions en Allemagne et en Autriche entre 1935 et 1937. Les autres rejoignirent le ghetto en 1941, après avoir fui la Lituanie.
Les réfugiés étaient installés dans la zone la plus pauvre et la plus peuplée de la ville. Des familles juives locales et des associations caritatives juives américaines leur fournirent des abris, des vêtements et de la nourriture. Pendant l'occupation japonaise, l'armée impériale japonaise durcit considérablement les restrictions mais le ghetto ne fut jamais clôturé et la population locale chinoise, vivant dans des conditions souvent aussi mauvaises, ne quitta pas la zone,. Le ghetto était dirigé par l'officier de marine Tsutomu Kobota, secondé par les officiers Ghoya et Okura. Si l'officier ne rencontrait jamais en personne les réfugiés, Ghoya, notamment, était réputé pour son sadisme et son instabilité mentale. 
Après la guerre, la plupart des réfugiés juifs du ghetto de Shanghai partirent pour la Palestine et pour les États-Unis d'Amérique. Parmi eux se trouvaient les survivants de la yechiva de Mir, dont beaucoup rejoignirent la yechiva à Jérusalem.

## Liste partielle des survivants connus du ghetto
- Morris Cohen, connu sous son surnom Two-Gun Cohen, il servit comme garde du corps et aide de camp de Sun Yat-sen, peut-être devenu général chinois.
- Dr. Jakob Rosenfeld, qui passa 9 ans à superviser les soins médicaux de l'armée communiste.
- Michael Medavoy, un dirigeant hollywoodien de Columbia, Orion et TriStar Pictures.
- Peter Max, artiste pop américain.
- W. Michael Blumenthal, secrétaire américain du Trésor.
- Eric Halpern, cofondateur de la Far Eastern Economic Review.
- Shaul Eisenberg, qui créa et dirigea le groupe des compagnies Eisenberg en Israël.
- Karl Kasiel Blitz, dit Charles K. Bliss, ingénieur chimiste et sémioticien austro-australien.

## Galerie

Ghetto de Shanghai
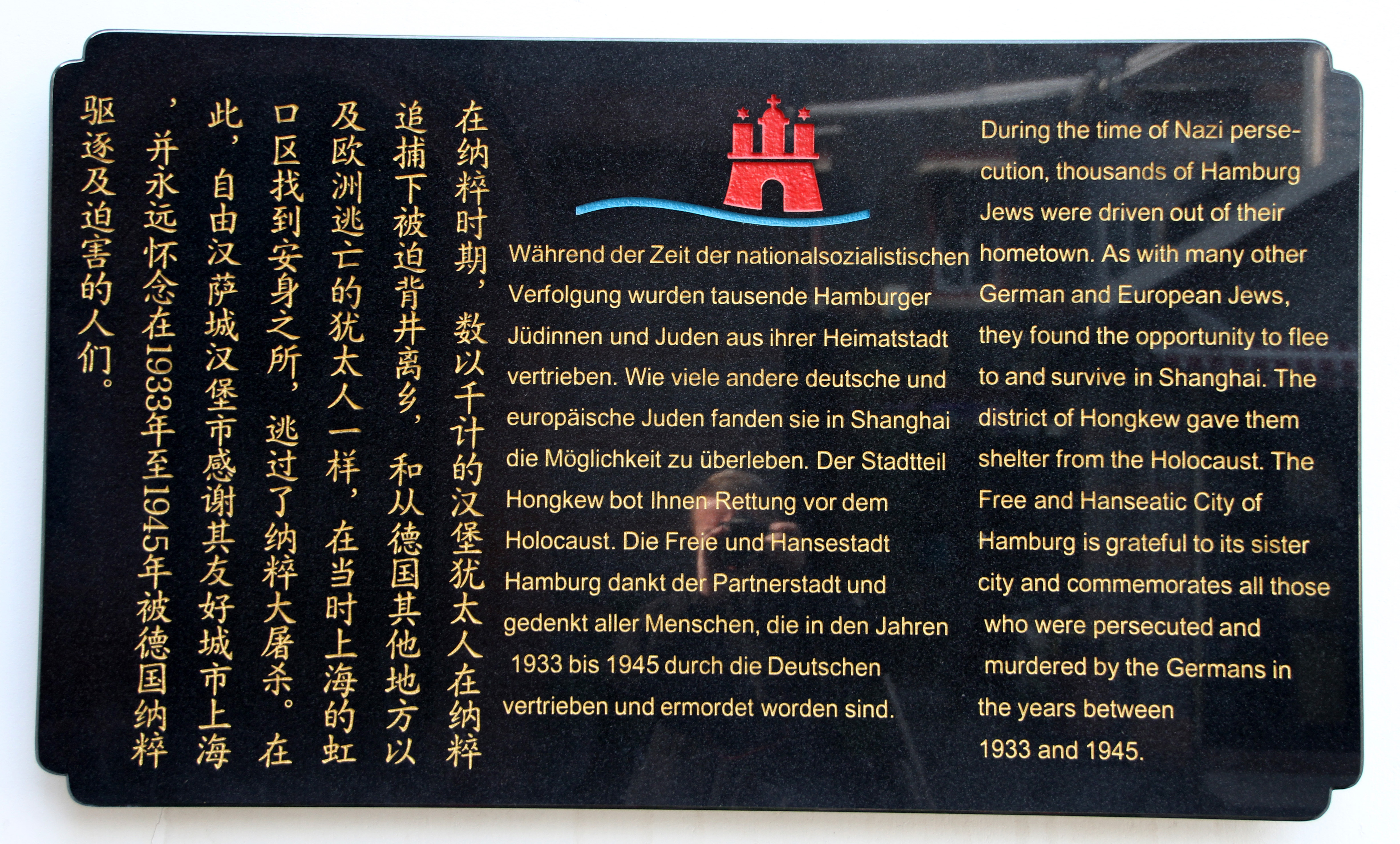
Tableau d'information sur l'histoire
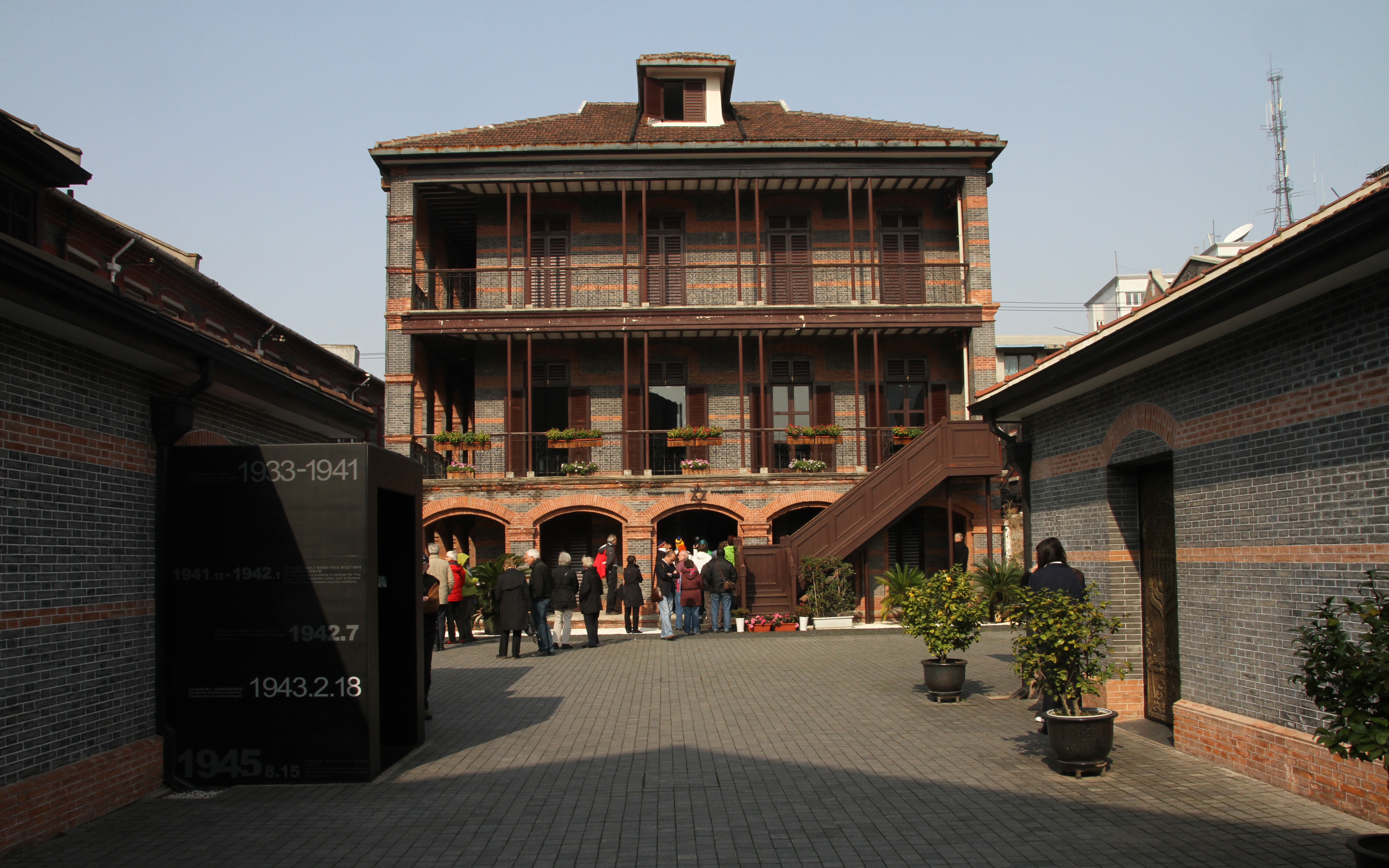
Synagogue
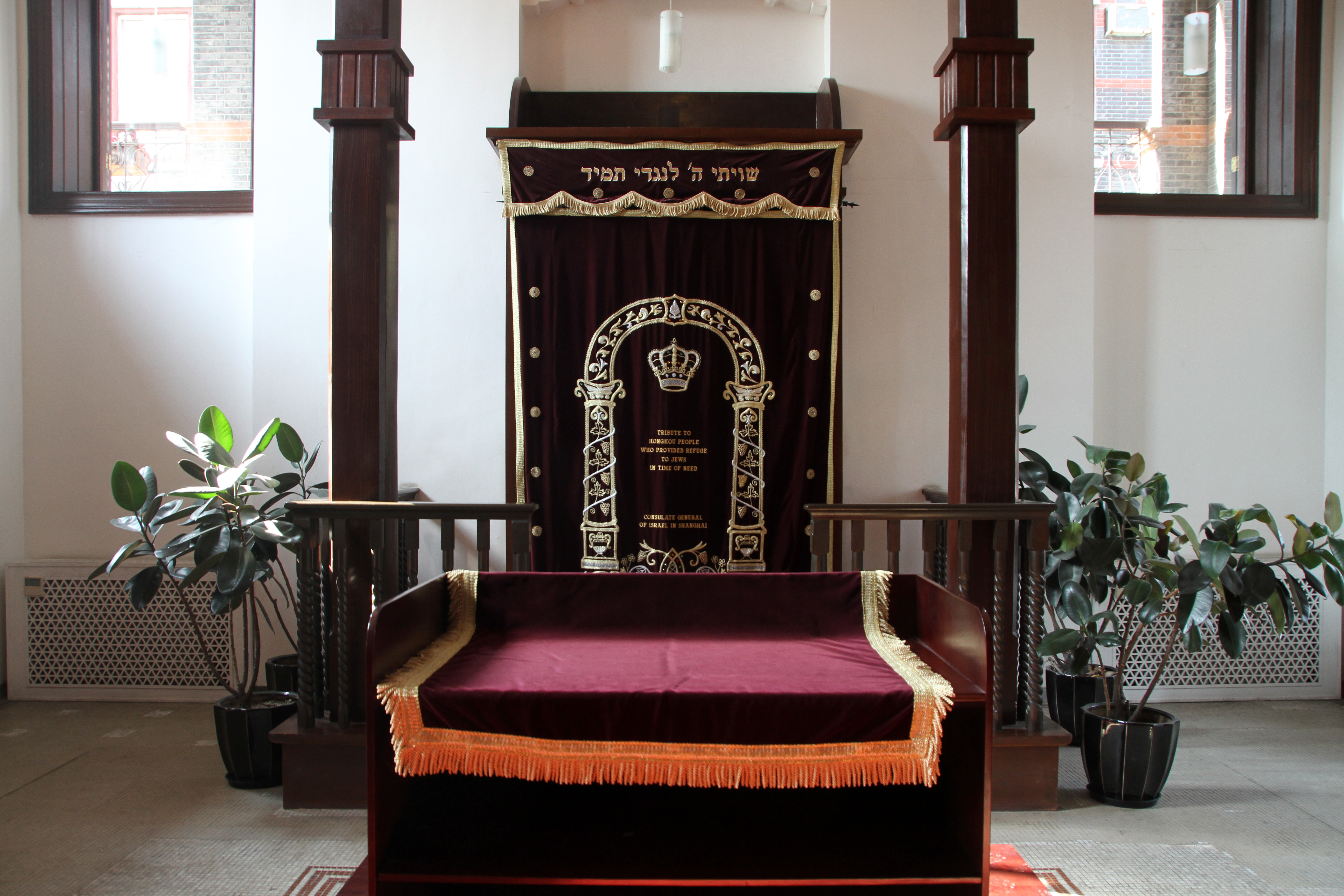
Synagogue
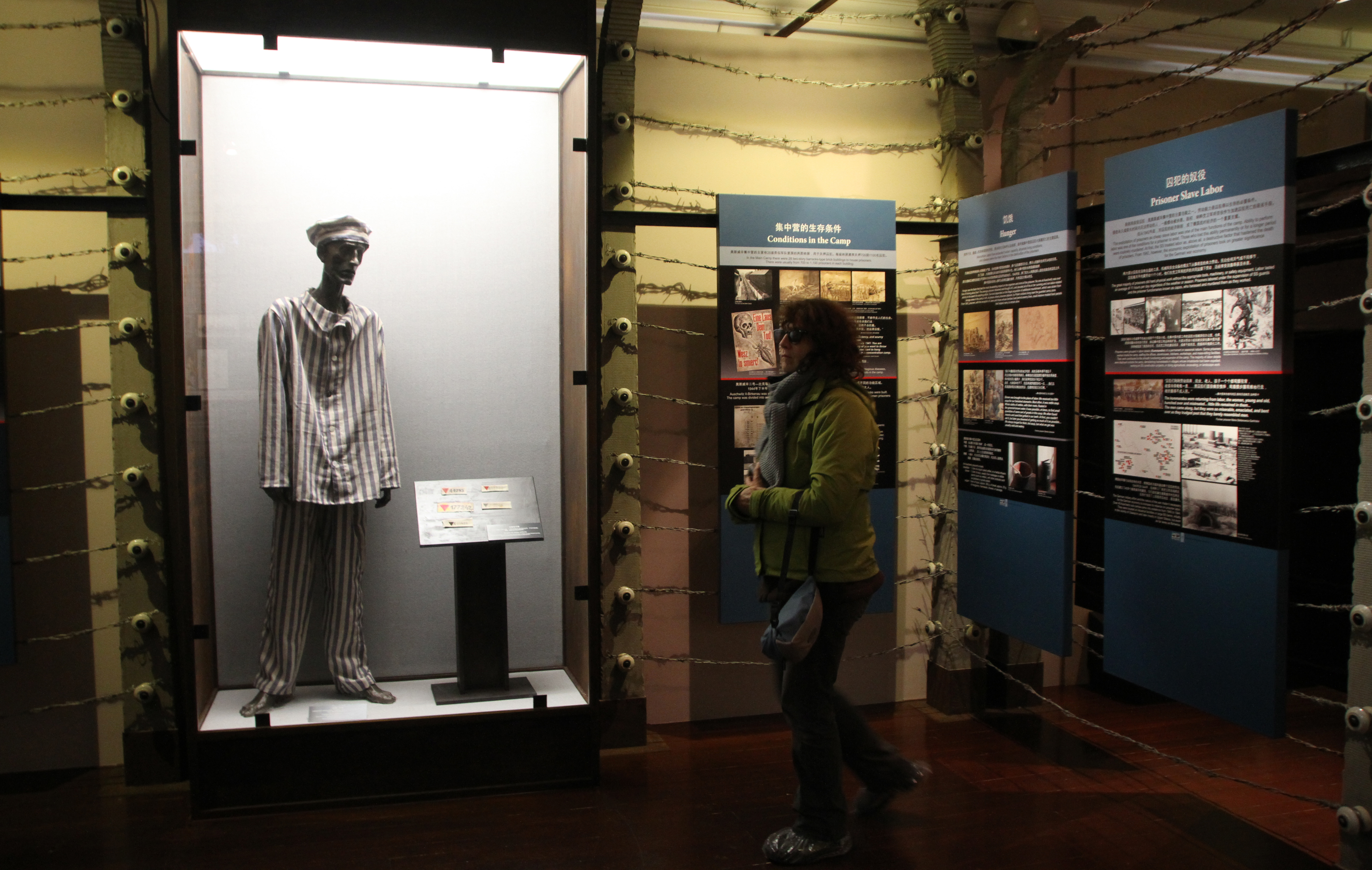
Musée
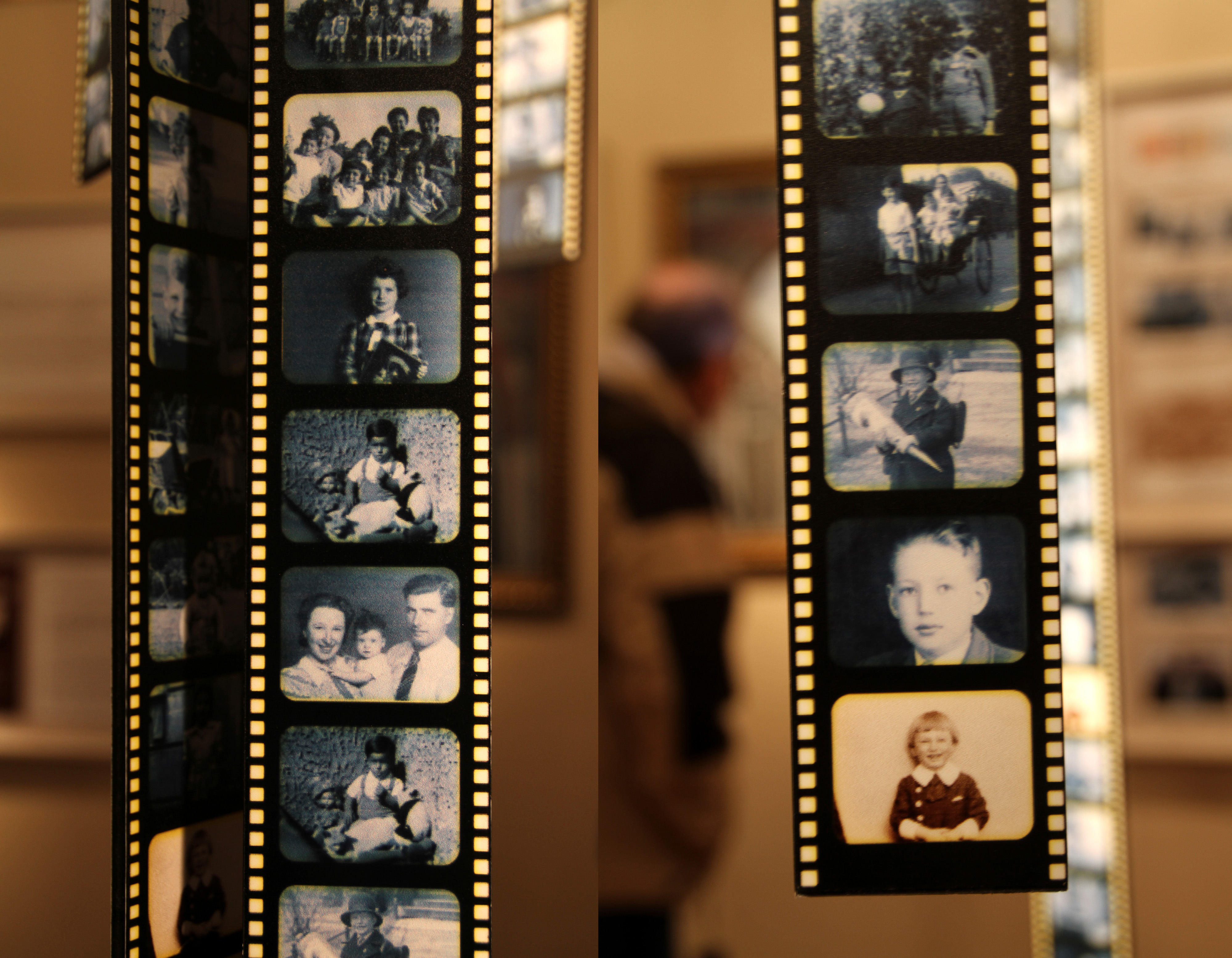
Musée
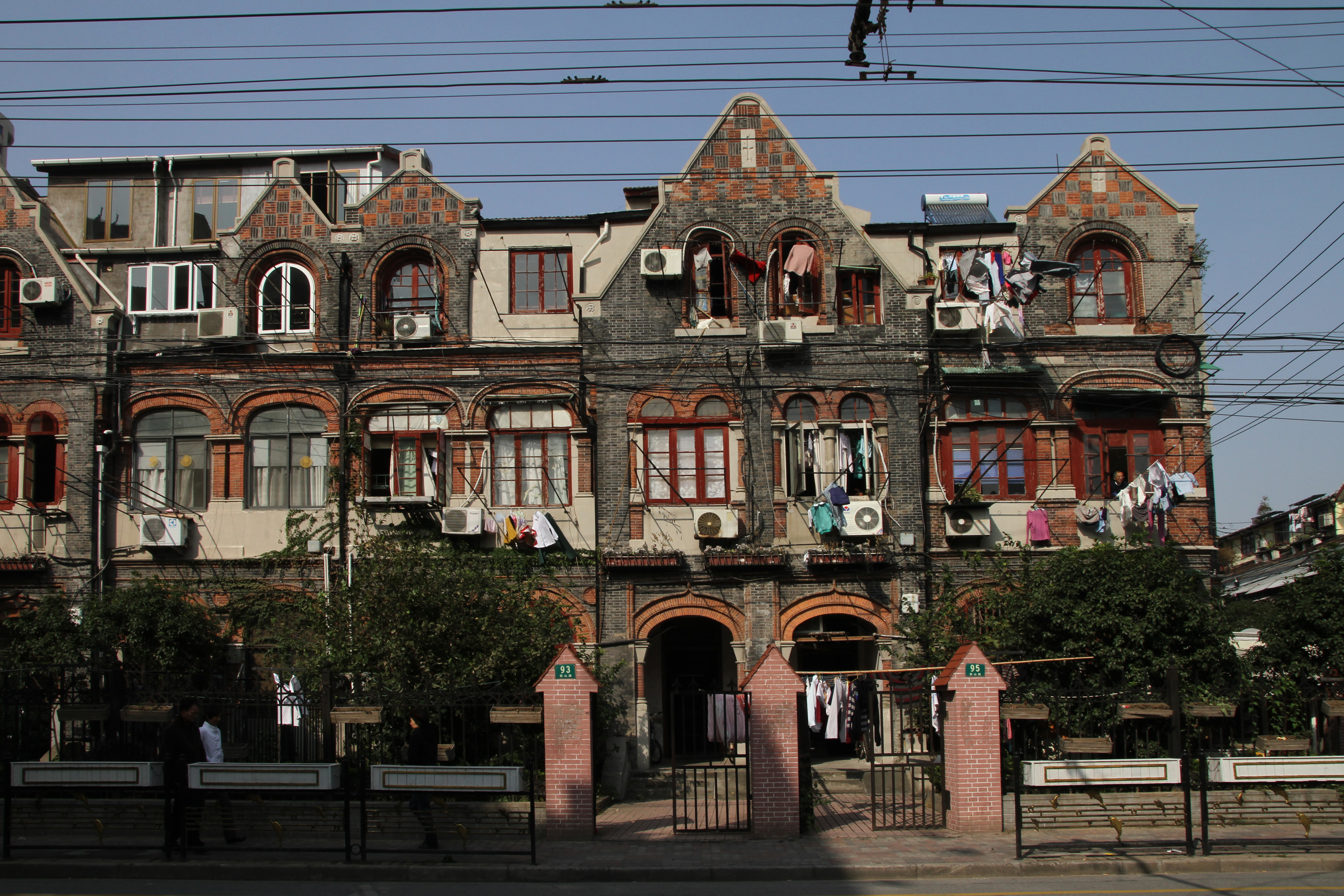
Quartier du ghetto 2012
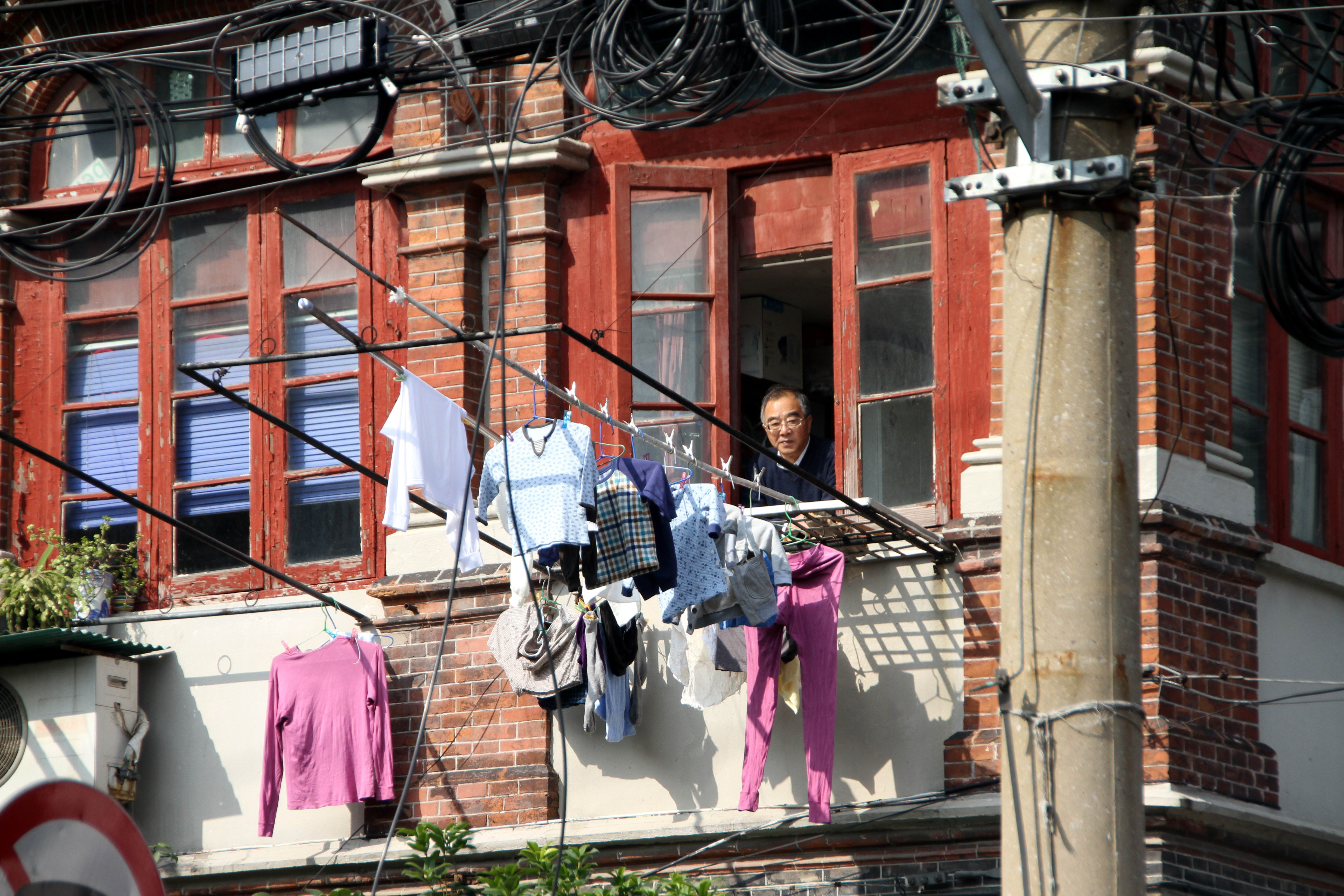
La vie dans le quartier du ghetto 2012
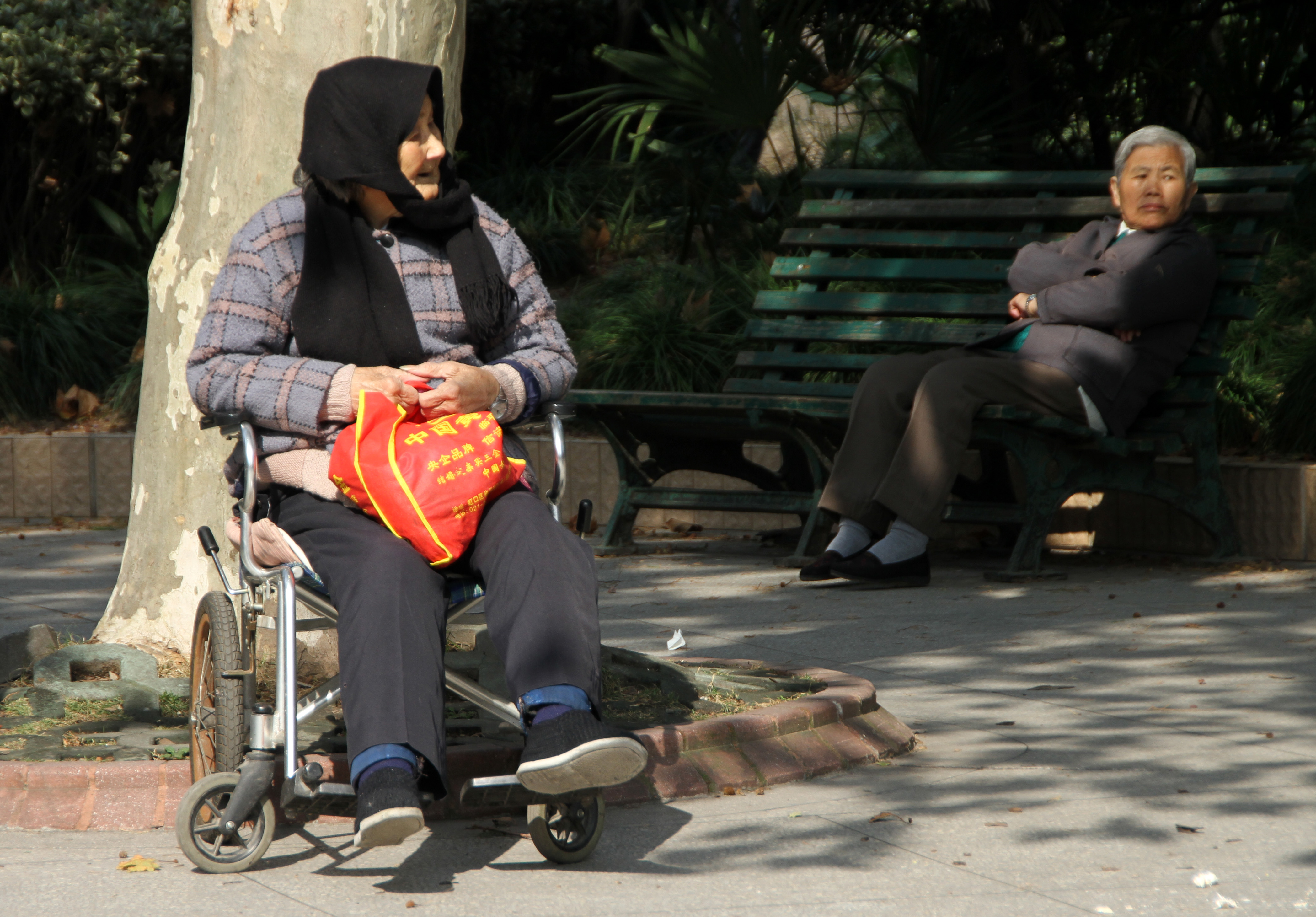
La vie dans le quartier du ghetto 2012

## Histoire

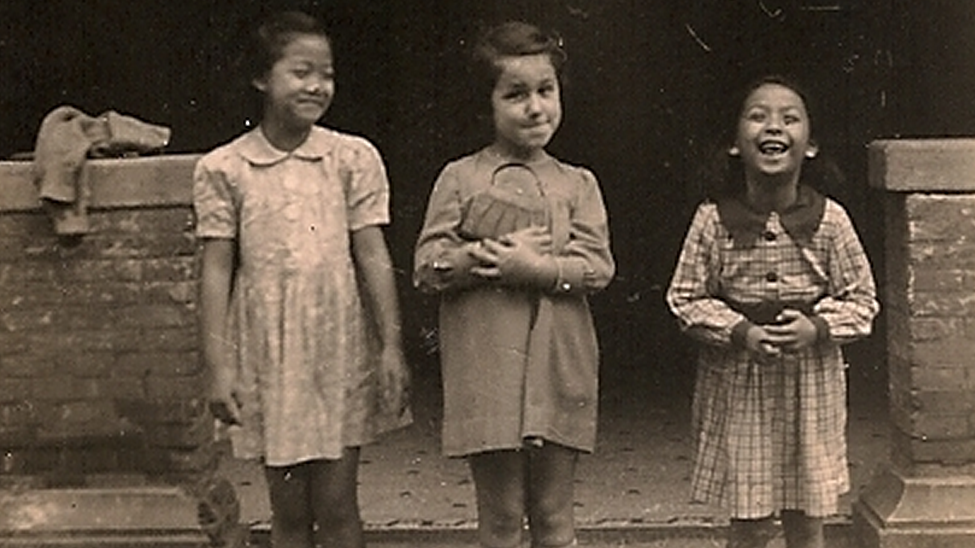
Une petite fille juive et ses amies chinoises, ghetto de Shanghai.

## Films
- Shanghai Ghetto Documentaire par Dana Janklowicz-Mann et Amir Mann. (« Shanghai Ghetto » (présentation de l'œuvre), sur l'Internet Movie Database)
- The Port of Last Resort: Zuflucht in Shanghai Documentaire réalisé par Joan Grossman et Paul Rosdy. (« The Port of Last Resort » (présentation de l'œuvre), sur l'Internet Movie Database
- Survivre à Shanghai (fr) DVD - Film de la mémoire 1990 Réalisation D.Perelsztejn -Collection Bruno Mersch.